# Superligaen 2002-2003
La Superligaen 2002-2003 è stata la 90ª edizione della massima serie del campionato di calcio danese e 13ª come Superligaen, disputata tra il 27 luglio 2002 e il 22 giugno 2003 e conclusa con la vittoria del FC København, al suo terzo titolo.
La formula del torneo prevedeva che tutte le squadre si incontrassero tra di loro per tre volte.
I capocannonieri del torneo sono stati Søren Frederiksen del Viborg FF e Jan Kristiansen dell'Esbjerg con 18 reti.

## Classifica finale
|    | Classifica   | G  | V  | N  | P  | GF | GS | DR  | Pti |
| -- | ------------ | -- | -- | -- | -- | -- | -- | --- | --- |
| 1  | FC København | 33 | 17 | 10 | 6  | 51 | 32 | +19 | 61  |
| 2  | Brøndby      | 33 | 15 | 11 | 7  | 61 | 35 | +26 | 56  |
| 3  | Farum BK (*) | 33 | 16 | 3  | 14 | 49 | 58 | -9  | 51  |
| 4  | Odense       | 33 | 12 | 12 | 9  | 55 | 50 | +5  | 48  |
| 5  | Esbjerg      | 33 | 12 | 11 | 10 | 65 | 57 | +8  | 47  |
| 6  | Aalborg BK   | 33 | 14 | 4  | 15 | 42 | 45 | -3  | 46  |
| 7  | Midtjylland  | 33 | 11 | 11 | 11 | 49 | 45 | +4  | 44  |
| 8  | Viborg FF    | 33 | 11 | 10 | 12 | 58 | 55 | +3  | 43  |
| 9  | AB           | 33 | 10 | 12 | 11 | 44 | 48 | -4  | 42  |
| 10 | AGF          | 33 | 10 | 10 | 13 | 49 | 59 | -10 | 40  |
| 11 | Silkeborg IF | 33 | 9  | 9  | 15 | 52 | 54 | -2  | 36  |
| 12 | Køge BK (*)  | 33 | 8  | 3  | 22 | 45 | 82 | -37 | 27  |

(*) Squadre neopromosse

## Verdetti
- FC København Campione di Danimarca 2002/03.
- FC København ammesso al secondo turno preliminare della UEFA Champions League 2003-2004.
- Brøndby, Farum BK, Odense e Esbjerg ammesse alla Coppa UEFA 2003-2004
- Silkeborg IF e Køge BK retrocesse.